# Ambroise Marie François Joseph Palisot de Beauvois
Ambroise Marie François Joseph Palisot de Beauvois (även känd som baron de Beauvois), född 27 juli 1752 i Arras, död 21 januari 1820 i Paris, var en fransk naturforskare med särskilt intresse för botanik och entomologi.
Under perioden 1786–1797 samlade Palisot in insekter i Benin, kolonin Oware (i Nigerdeltat), Saint-Domingue och USA. Han var utbildad botaniker men publicerade också flera betydande entomologiska dokument, bland dem Insectes Recueillis en Afrique et en Amerique (Paris 1805–1821). Han var han en av de första entomologer som samlade in och beskrev amerikanska insektsarter, ett arbete som han utförde tillsammans med den tyske entomologen Frederick Valentine Melsheimer. Utöver detta föreslog han en övergripande systematisk klassificering av insekter på de amerikanska kontinenterna.
Auktorsnamnet P.Beauv. kan användas för Ambroise Marie François Joseph Palisot de Beauvois i samband med ett vetenskapligt namn inom botaniken; se Wikipediaartiklar som länkar till auktorsnamnet.